# Ożarów Cementownia
Ożarów Cementownia – stacja techniczna położona we wsi Ługi, w województwie świętokrzyskim, w Polsce. Od stacji istnieje towarowe rozgałęzienie do stacji towarowej Cementownia Ożarów należącej do firmy Cement Ożarów SA.